# Zoungrana
Pour les articles homonymes, voir Zoungrana (homonymie).
Zoungrana (également nommé Zoungourana ou Zungrana ; présumé mort au XIIe siècle ou en 1495) est un chef Mossi, troisième fils du roi Ouédraogo et de la reine Pouiriketa, ainsi que premier ou second roi de Tenkodogo. Les sources à son sujet sont douteuses, de même que l'emplacement de son tombeau, à Komtoèga.

## Histoire
Zoungrana est le troisième fils du roi légendaire Ouédraogo, et de son épouse la reine Pouiriketa. 
D'après le récit très romanesque issu de la tradition orale, il épouse Nyonyosse et a avec elle un fils, Naba Oubri. Son règne a duré supposément 50 ans, étendant le pouvoir de sa famille sur toutes les régions entre Gambaga et Tenkodogo, soit entre 1132 et 1182 d'après certaines sources, soit à la fin du XVe siècle.
Il voyage depuis Gambaga avec sa suite, jusqu'au Yanga, traversant au passage Yaangbalga, avant d'arriver à Kindzim. La tradition orale lui attribue aussi d'avoir bataillé contre une population qui vivait dans des grottes entre Gomboussougou et Komtoèga, et refusait de s'installer dans un village.
Les sources à son sujet sont cependant douteuses, en raison notamment de la longévité exceptionnelle attribuée aux fondateurs du royaume Mossi.

## Statut
Selon les sources des griots recueillies par Titinga Frédéric Pacéré, Zoungrana peut être considéré comme le premier roi des Mossi, car la charge de créer et d'organiser le royaume mossi lui est revenue, son père ayant plutôt un statut de conquérant. Il porte le titre de « Naba ».

## Tombeau et héritage
Zoungrana est un personnage d'une grande importance pour les Mossi. Ses principaux descendants sont les chefs de Tenkodoko, de Komtoèga, du pays Boussanga, de Tampoui, et de Manga : la chefferie de la région de Manga revendique ainsi s'être conservée inchangée depuis la fin du XVe siècle. Le Naba de Tenkodogo est réputé pour être un descendant direct de Zoungrana. Zoungrana est présumé avoir été enterré à Komtoèga, et sa tombe supposée reçoit régulièrement des pèlerinages. Cependant, l'authenticité de cette tombe fait débat, car des habitants de Komtoèga estiment qu'il s'agit de la tombe de Naba Gningniemdo.